# Il ribelle (film 1983)
Il ribelle (All the Right Moves) è un film del 1983 diretto da Michael Chapman, affermato direttore della fotografia al debutto nella regia.
Tom Cruise, qui in uno dei suoi primi ruoli da protagonista, quello stesso anno raggiunse la notorietà con Risky Business - Fuori i vecchi... i figli ballano, decimo incasso stagionale negli Stati Uniti, che gli valse la candidatura al Golden Globe per il miglior attore in un film commedia o musicale.

## Trama
Nel pieno della recessione economica dei primi anni ottanta, l'immaginaria cittadina di Ampipe, nella Contea di Cambria, Pennsylvania, può offrire ben poco a un ragazzo che sta per finire la scuola: accontentarsi di un modesto lavoro da operaio nell'industria da cui dipende l'intera economia locale, l'acciaieria American Pipe & Steel, ormai in decadenza, oppure andarsene altrove in cerca di miglior fortuna, se ha i mezzi per farlo.
Stefen "Stef" Djordjevic, studente all'ultimo anno di liceo e defensive back degli Ampipe High School Bulldogs, aspira ad ottenere, grazie al suo talento nel football, una borsa di studio per poter frequentare un buon college e diventare ingegnere. La famiglia di Stef è dignitosa, ma senza grosse possibilità: non ha più la madre, mentre il padre e il fratello lavorano duramente come operai in acciaieria. La ragazza di Stef, Lisa, suonatrice di sassofono nella banda musicale della scuola, lo sostiene fedelmente nei suoi propositi, benché sappia che questo significhi probabilmente la fine del loro rapporto: se ottiene la borsa di studio, Stef se ne andrà lontano all'università, mentre lei rimarrà bloccata lì, in quanto senza un supporto economico non può permettersi di proseguire gli studi. Anche l'allenatore dei Bulldogs, Burt Nickerson, aspira a lasciare Ampipe, per ricoprire un incarico in un college in California: per mettersi in luce agli occhi degli osservatori dell'università, sprona i suoi giocatori a dare il massimo e li costringe ad estenuanti allenamenti. Nickerson si scontra spesso con Stef: ciascuno non sopporta la pienezza di sé dell'altro.
Arriva la partita decisiva contro i rivali storici, i Knights della vicina città di Walnut Heights. I Bulldogs perdono il match a pochi istanti dalla fine. Stef ha dimostrato le sue qualità, ma anche commesso un brutto errore che ha rimesso in gioco gli avversari. Tuttavia il ragazzo ne fa un altro ben più grave negli spogliatoi al termine della partita, quando per presunzione, nella foga del momento, non accetta i duri rimproveri dell'allenatore e difende la propria prestazione e quella dei compagni, rinfacciando a Nickerson addirittura la responsabilità della sconfitta. L'allenatore punisce allora l'insubordinazione con l'espulsione di Stef dalla squadra. Quella sera stessa Stef peggiora ulteriormente la situazione partecipando, seppur riluttante e dopo aver bevuto un po' troppo, ad un raid vandalico di tifosi delusi contro l'abitazione dell'allenatore.
Consapevole della gravità di quanto accaduto, Stef cerca di scusarsi con Nickerson, il quale non è però disposto a perdonargli né il comportamento indisciplinato tantomeno l'offesa arrecata alla sua casa e alla sua famiglia. Fuori squadra, impossibilitato a mettersi in mostra con gli osservatori dei college, ai quali non viene certo raccomandato dall'allenatore a lui ostile, il ragazzo vede dunque svanire nel nulla tutti i suoi progetti per il futuro e concretizzarsi invece l'odiata prospettiva di dover affiancare il padre e il fratello maggiore in fabbrica. Intanto, tra i suoi compagni di squadra, c'è chi come Shadow viene scelto dal suo college preferito, chi come Brian rinuncia senza drammi alla borsa di studio già ottenuta per sposare la sua ragazza rimasta incinta, e chi come Vinnie, trovatosi nella stessa condizione di Stef, arriva a commettere una rapina e finisce in prigione.
Nickerson ottiene l'incarico di allenatore in California. Grazie all'intercessione della moglie (a cui Lisa si era rivolta segretamente per spiegare la situazione e chiederle di aiutare Stef), Nickerson alla fine si dimostra magnanimo con Stef: ammette di aver sbagliato e non essere stato corretto nei suoi confronti, quindi gli offre una borsa di studio per frequentare il college dove lui andrà ad allenare. Stef, ormai quasi rassegnato a un futuro da operaio, non può che accettare con il massimo entusiasmo questa insperata nuova occasione.

## Colonna sonora
I brani della colonna sonora, come accreditati nei titoli di coda:
- All The Right Moves (Main Title), musica di Tom Snow e testi di Barry Alfonso, cantata da Jennifer Warnes e Chris Thompson
- Unison (Locker Room Dance), musica e testi di Bruce Roberts e Andy Goldmark, cantata da Junior
- This Could Be Our Last Chance (Car Scene), musica e testi di Franne Golde, Susan Pomerantz e Sue Shifrin, cantata da Danny Spanos
- The Last Stand (Bus Ride), musica e testi di Doug Kahan, cantata da Doug Kahan
- Easy Street (First Bar Scene), musica e testi di Chips Moman e Bobby Emmons, cantata da Tony Orlando
- Love Theme from All The Right Moves (Love Scene), composta da David Campbell
- Have I Done Anything At All (To Make You Love Me Today) (Second Bar Scene), musica e testi di Bobby Emmons, cantata da Toni Wine
- I Don't Wanna Go Down (Party), musica e testi di Brian O'Neil, cantata da Roach
- Mr. Popularity (Party), musica e testi di Gerard McMahon, cantata da Winston Ford
- Hold Me Close To You (Party), musica di Louis St. Louis e testi di Janet Alhanti, cantata da Stephanie Mills
- Blue Skies Forever (End Title), musica di Richard Kerr e testi di Will Jennings, cantata da Frankie Miller

## Distribuzione e incassi
Il film è uscito nelle sale cinematografiche statunitensi il 21 ottobre 1983, in una distribuzione limitata, e poi il weekend successivo in una distribuzione completa in 675 copie, incassando 17,2 milioni di dollari.

## Controversia
Il film ha fatto discutere per via di una disinibita scena di sesso tra l'allora ventenne Tom Cruise e la ventenne Lea Thompson in cui Lisa sbottona e sfila i jeans di Stef e poi i due completamente nudi vanno a letto insieme.
Nella versione italiana del DVD, nella sinossi del film sul retro della copertina il football americano viene chiamato erroneamente "rugby".

## Critica
Roger Ebert (Chicago Sun-Times) ha apprezzato il realismo dei personaggi e dell'intreccio e ha attribuito al film un giudizio positivo di 3/4. Richard Corliss (TIME) lo definisce un «piccolo film naif che spera di dimostrarsi il Flashdance del football» («this naive little movie hopes to prove itself the Flashdance of football»).
Per il Dizionario Morandini si tratta di un ritratto amaro e malinconico del grigio ambiente provinciale americano, una «commedia "sociale" [...] un po' troppo scontata e tiepida per riuscire incisiva».
Per il Dizionario Mereghetti è uno «spaccato di costume che non si eleva sopra la media».